# Westfalenhallen
 (février 2025).
Si vous disposez d'ouvrages ou d'articles de référence ou si vous connaissez des sites web de qualité traitant du thème abordé ici, merci de compléter l'article en donnant les références utiles à sa vérifiabilité et en les liant à la section « Notes et références ».
Les Westfalenhallen sont un centre de congrès (Kongresszentrum Dortmund) et un parc des expositions (Messe Dortmund) situés à Dortmund dans le Land de Rhénanie-du-Nord-Westphalie en Allemagne.
Le bâtiment d'origine a été ouvert en 1925, mais a été détruit pendant la Seconde Guerre mondiale. À la réouverture en 1952, de nouvelles salles ont été construites et aujourd'hui, les Westfalenhallen comprennent au total neuf halls d'exposition d'une superficie totale d'environ 63 000 mètres carrés. 
La plus célèbre est la Westfalenhalle, classée monument historique et l'une des plus grandes salles omnisports d'Allemagne avec une capacité de 16 140 spectateurs.

## Salles
Le parc des expositions (Messe) comporte dix salles pour une superficie totale de 50 930 m2 :
| Salle          | Salle          | Superficie | Superficie |
| -------------- | -------------- | ---------- | ---------- |
| Westfalenhalle | Westfalenhalle | 4 700 m²   | 4 700 m²   |
| 1              | 1B             | 970 m²     | 1 800 m²   |
| 1              | 1U             | 1 000 m²   | 1 800 m²   |
| 2              | 2              | 1 730 m²   | 1 730 m²   |
| 3              | 3              | 10 600 m²  | 10 600 m²  |
| 4              | 4              | 8 300 m²   | 8 300 m²   |
| 5              | 5              | 5 100 m²   | 5 100 m²   |
| 6              | 6              | 7 200 m²   | 7 200 m²   |
| 7              | 7              | 6 000 m²   | 6 000 m²   |
| 8              | 8              | 5 500 m²   | 5 500 m²   |

Quant au centre de congrès (Kongresszentrum), il comporte 30 salles et peut accueilleurs jusqu'à 10 000 personnes

## Événements

### Championnats du monde
- Championnat du monde de hockey sur glace en 1955, 1983 et 1993
- Championnats du monde de patinage artistique en 1964, 1980 et 2004
- Championnats du monde de gymnastique artistique 1966
- Championnat du monde masculin de handball 1982
- Championnat du monde masculin de handball 2007
- Championnat du monde féminin de handball 2025

### Championnats d'Europe
- Jeux européens en salle 1966
- Championnats d'Europe de patinage artistique en 1953, 1983, 1995

### Autres événements sportifs
- Six Jours de Dortmund, course cycliste de six jours disputée annuellement de 1926 à 1935 puis de 1951 à 2008
- Finales de la Coupe des clubs champions masculins européens de handball (C1) en 1967, 1970, 1971, 1972, 1973, 1974, 1975 et 1983
- Finales de la Coupe d'Europe des vainqueurs de coupe masculine de handball (C2) en 1978 et 1979

### Concerts

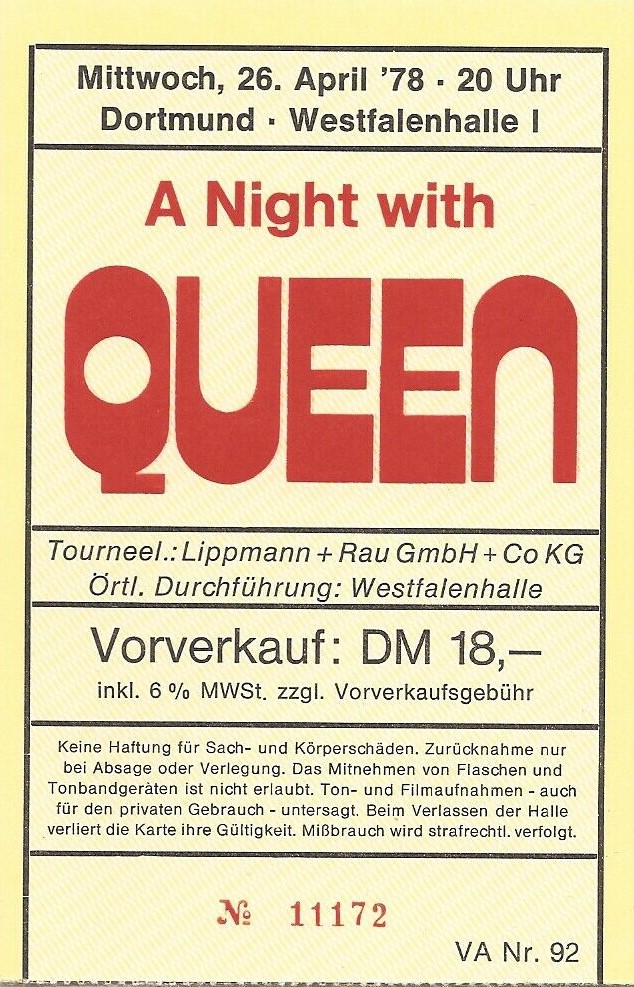
Ticket du concert de Queen au Westfalenhalle en 1978.

Mayday, un festival de musique électronique, s'y déroule chaque année depuis 1997.
De nombreux artistes s'y sont produits :
- Queen
- The Rolling Stones
- Pink Floyd
- AC/DC
- David Guetta
- Pink
- Kiss

## Galerie

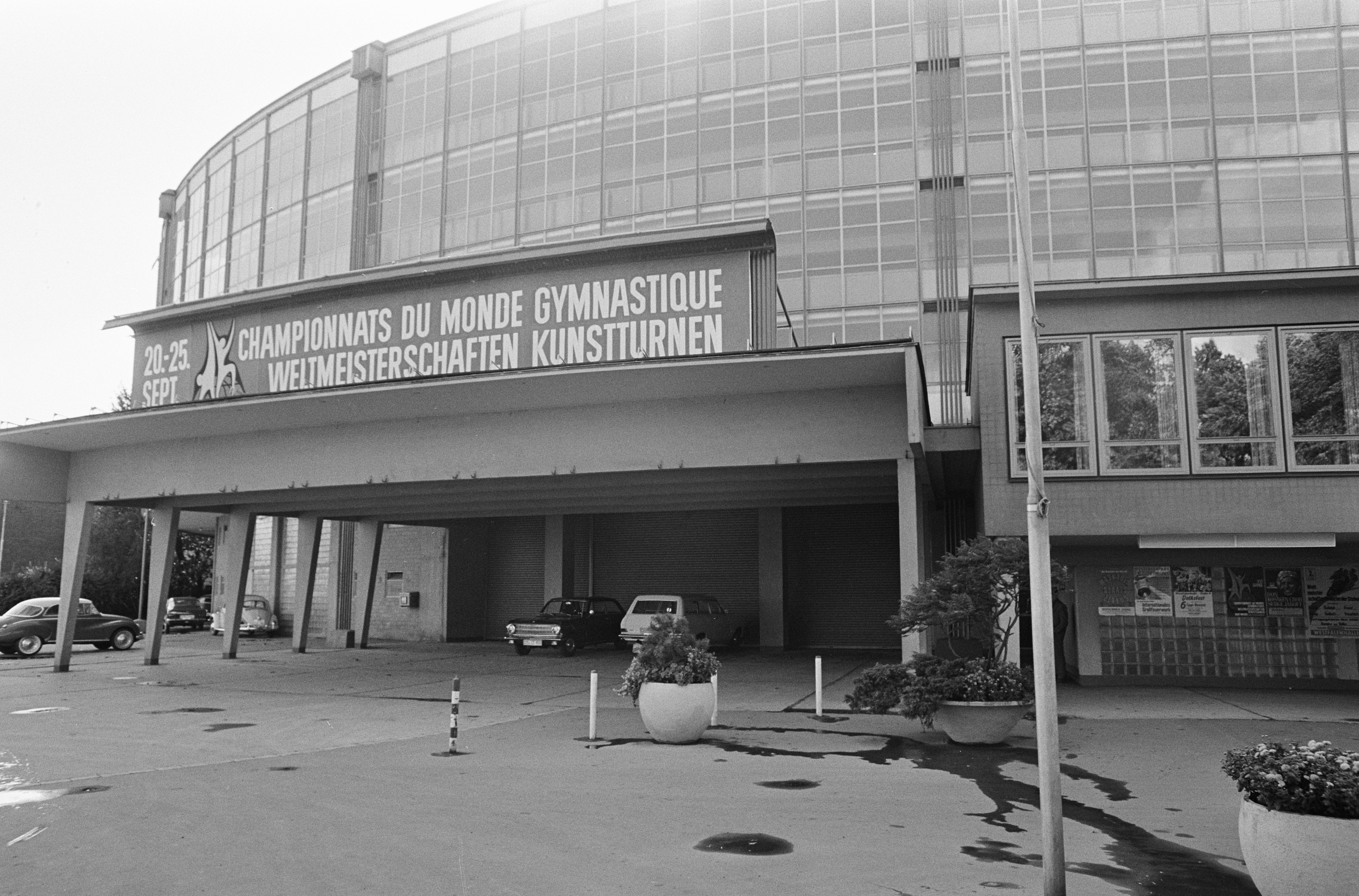
La Westfalenhalle accueille les Championnats du monde de gymnastique artistique 1966.
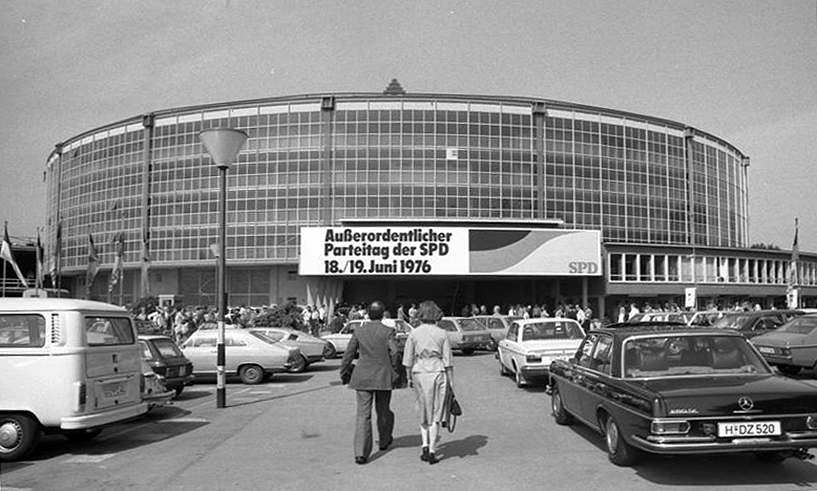
La Westfalenhalle accueille un congrès du SPD en 1976.
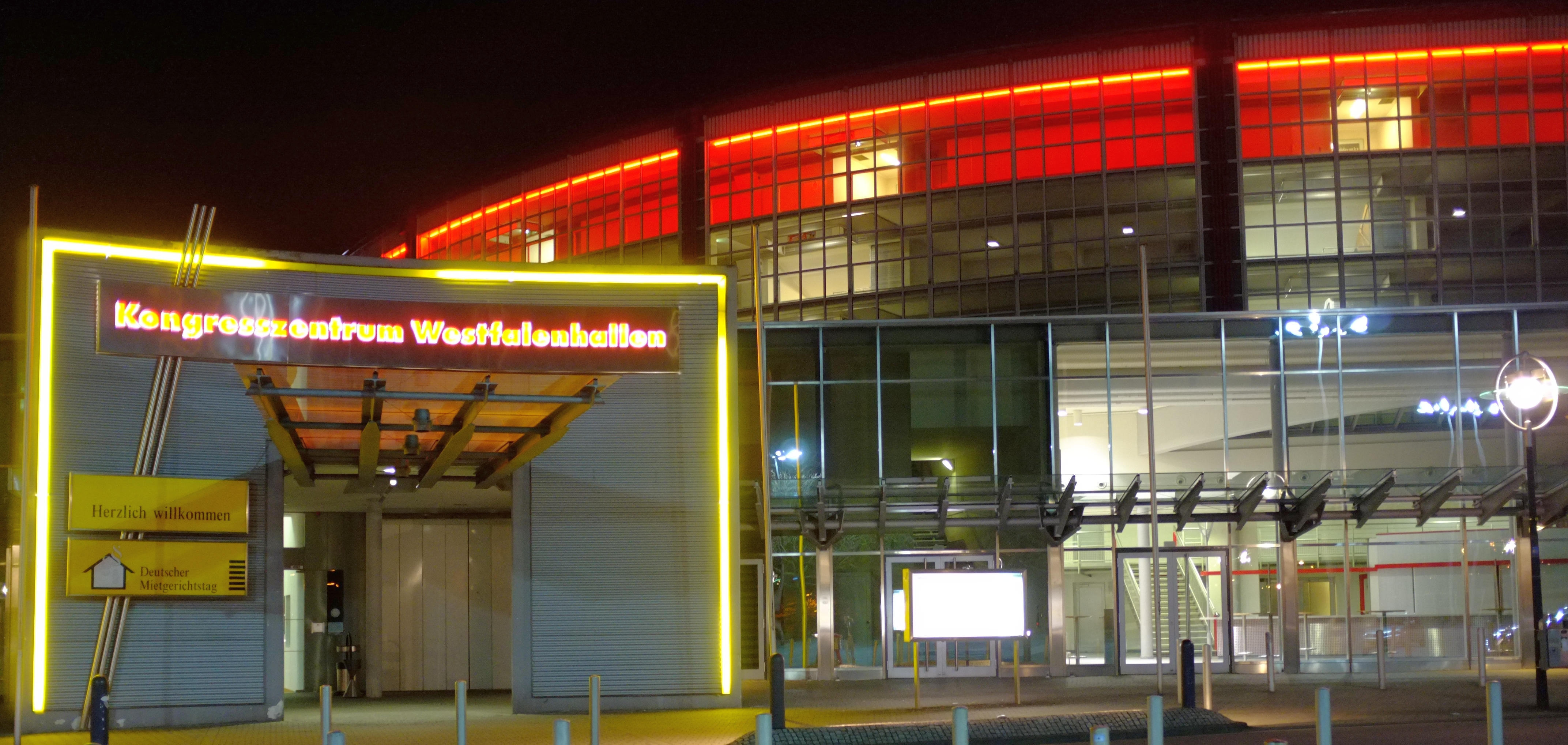
Entrée du centre de congrès (Kongresszentrum Dortmund)
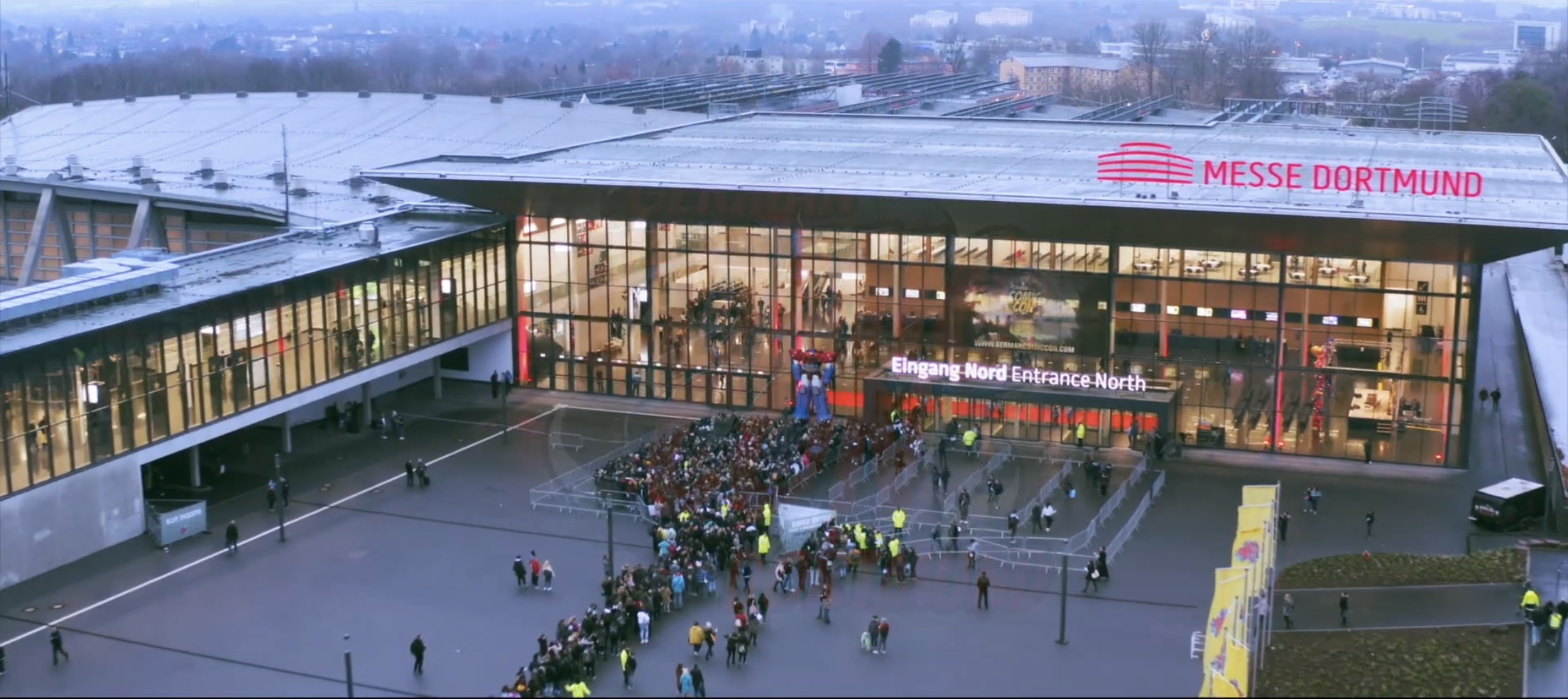
Entrée du parc des expositions (Messe Dortmund)

### Articles connexes

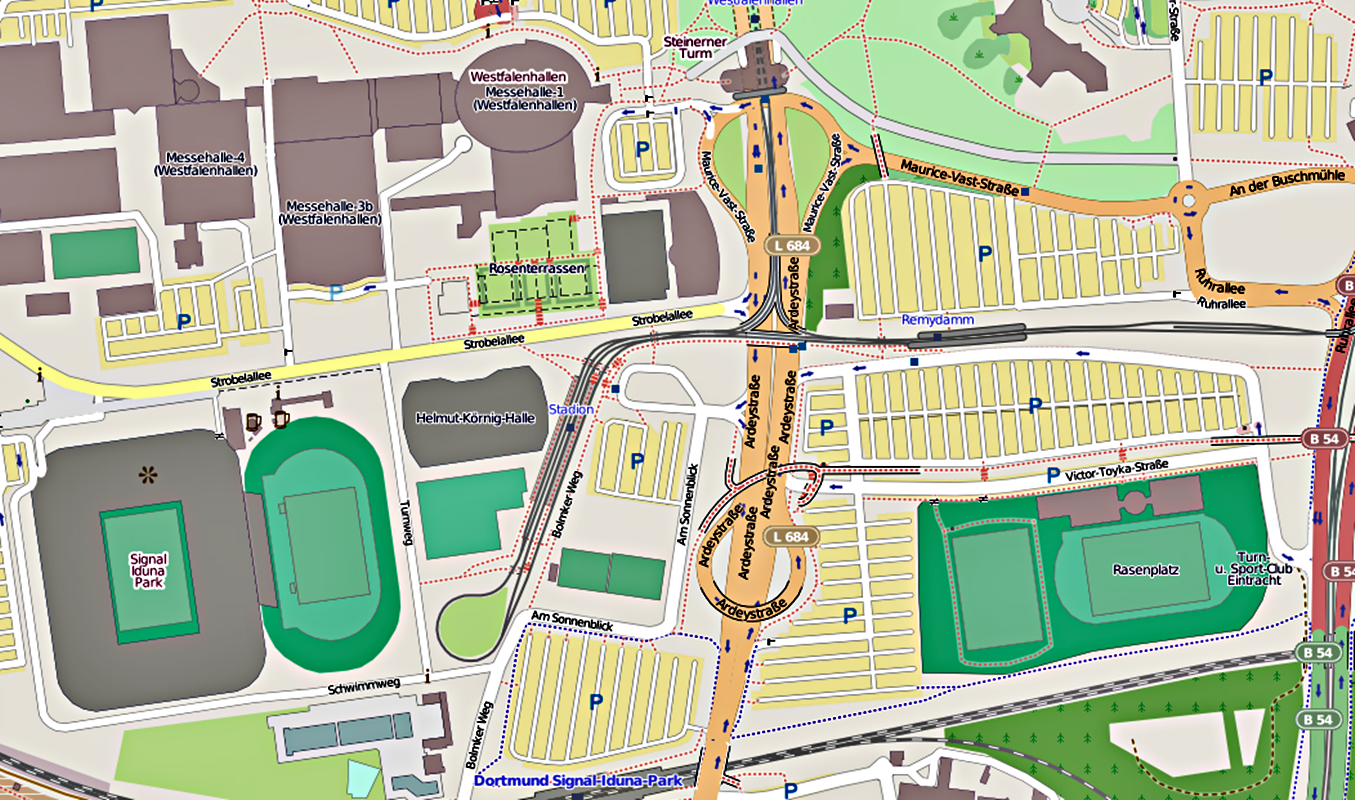
Carte des Westfalenhallen et des environs.